# R&D100
R&D100 — американская ежегодная награда в области разработок и исследований. Каждый год редакторы журнала R&D Magazine (издаётся Advantage Business Media) избирают 100 лучших технических и научных достижений (с учётом рекомендаций сторонних экспертов). Традиционно вручается в мае. Среди награждённых огромное количество университетов, институтов, лабораторий и технологических компаний мира таких как: Массачусетский технологический институт, Гарвардский университет, Intel, NASA, Kodak, Hitachi, General Motors, Agilent Technologies, Huawei и многие другие. В прессе известна как «Оскар в технологиях».

## Некоторые лауреаты премии
- Одноразовая фотовспышка Flashcube (Sylvania Electric Products Inc.) — 1965[2]
- Банкомат — 1973[3]
- Миниатюрная галогенная лампа 3026 (General Electric) — 1974[4]
- Факс — 1975[3]
- Жидкокристаллический дисплей (General Electric) — 1980[5]
- Photo CD (Kodak) — 1991[3]
- Трансдермальный никотиновый пластырь NicoDerm[англ.] (Marion Merrell Dow Inc.) — 1992[6]
- лекарство Паклитаксел — 1993[3]
- Лаборатория на чипе — 1996[3]
- ATSC — стандарт телевизионного вещания HDTV (группа компаний) — 1998[7]
- Лазерный сканирующий микроскоп для генетических исследований GeneChip Scanner 3000 (Affymetrix, Inc.) — 2004[8]

## Правила
Новый технический продукт или процесс должны быть доступны для покупки или лицензирования с 1 января по 31 марта текущего года.
		

 Proof-of-concept prototypes do not qualify; the submitted entry must be in working, marketable condition. If the product requires regulatory approval, such as a drug or medical device, it must have completed all trials and received approval for marketing by a governing regulatory authority such as the U.S. Food and Drug Administration or international counterparts.
—   R&D100
Организация может подавать неограниченное количество заявок в один год.